# Hvězdárna Boleslava Tecla při DDM Moravská Třebová
Hvězdárna Boleslava Tecla při DDM Moravská Třebová je lidová hvězdárna, stojící na kopci zvaném Hammerák v oblasti jihovýchodního okraje města Moravská Třebová. Nachází se v nadmořské výšce 412 m n. m.

## Historie

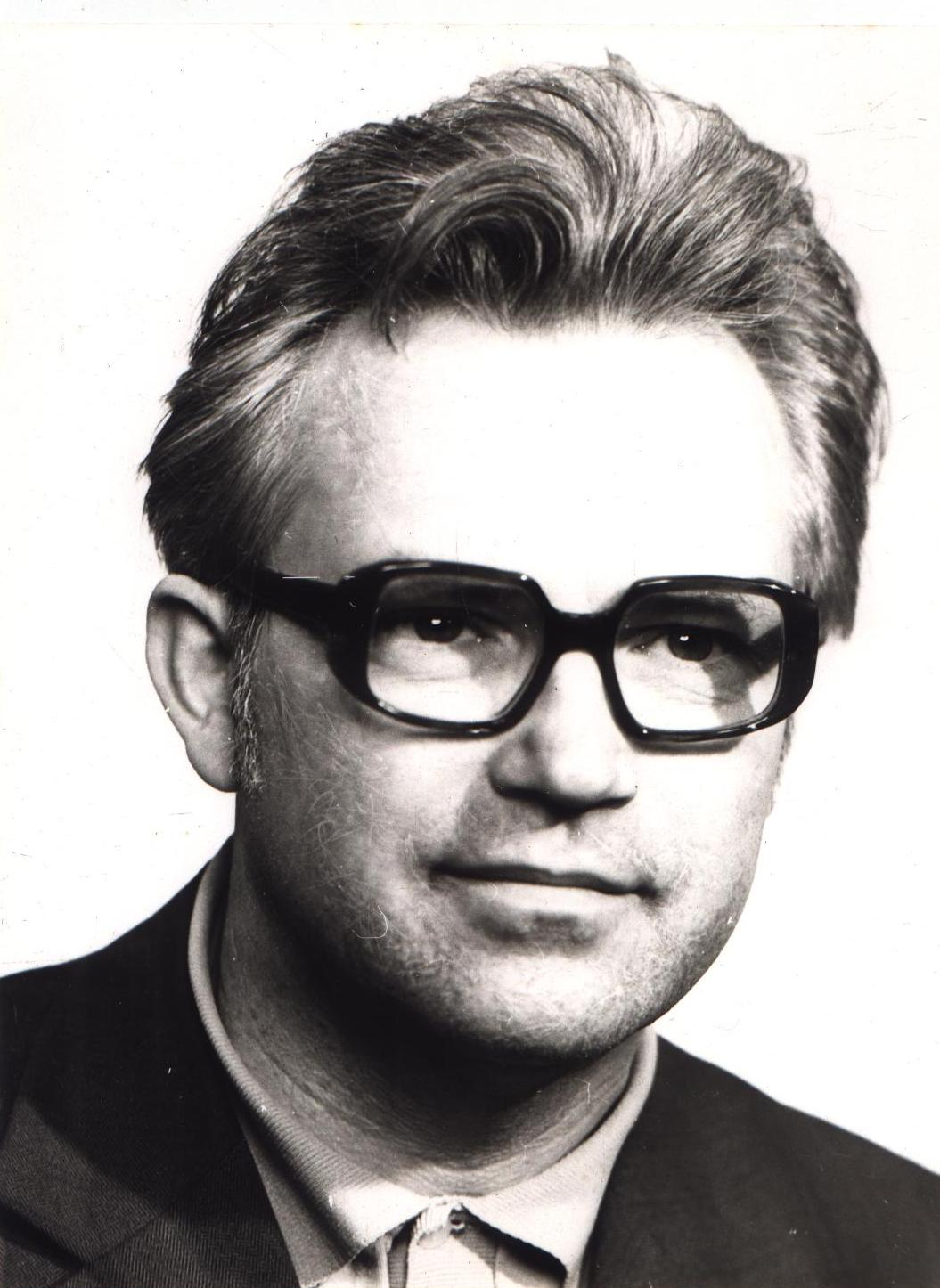
Boleslav Tecl

O vybudování hvězdárny se zasloužil především učitel Boleslav Tecl (31.12.1928 – 19.2.1981), vedoucí astronomického kroužku pro děti a mládež. Jeho úsilí, zajistit důstojné sídlo pro vzdělávání dětí a popularizaci astronomie obecně, bylo odměněno v roce 1972, kdy byla stavba hvězdárny pro potřeby Domu pionýrů a mládeže v Moravské Třebové (tehdejší ředitel pan Eduard Trtílek), konečně započata.
Stavební práce probíhaly v rámci akce Z, stolařské práce prováděl Rudolf Zukal. Učitel Tecl a členové jeho astronomických kroužků šli příkladem ostatním dobrovolníkům. V roce 1974 byla hvězdárna konečně slavnostně otevřena a zpřístupněna i široké veřejnosti.
Po roce 1989 sloužila také jako zkušebna pro začínající rockovou kapelu, v té době byla budova zcela mimo provoz, nebyla tu ani elektřina. Mladí rockeři to vyřešili po svém: vykopali výkop a položili kabel, který byl napojen do jedné z garáží pod skálou. Tato zkušebna byla dvakrát vykradena příznivci hnutí skinheads z blízkého VGJŽ.

## Zařízení
Původní vybavení
Pozorovatelna byla vybavena dalekohledem typu cassegrain, průměr primárního zrcadla 300 mm, ohnisková vzdálenost Fp = 1500 mm, Fs = 4500 mm.

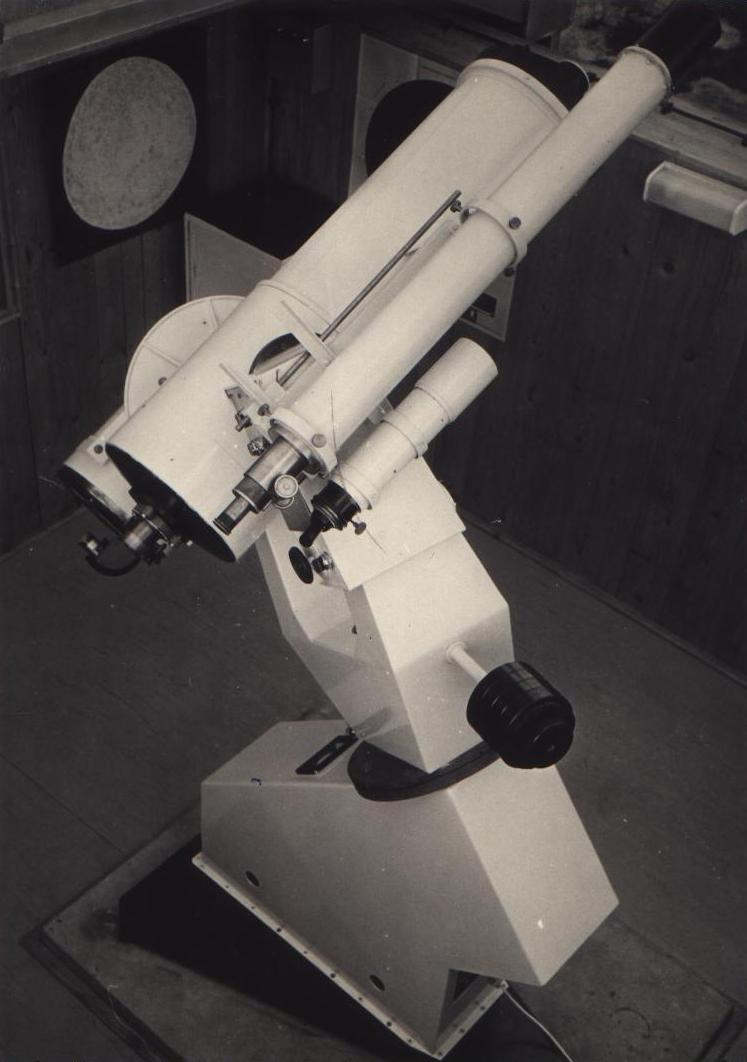
Dalekohled na pozorovatelně (obr. č. 1)
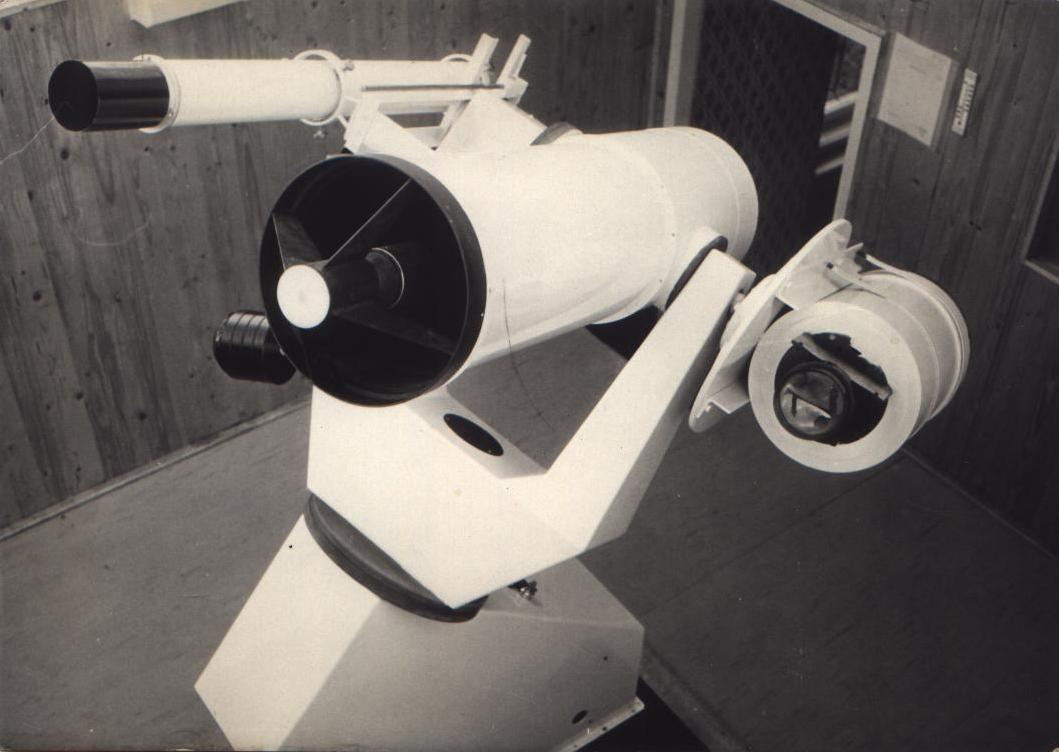
Dalekohled na pozorovatelně (obr. č. 2)
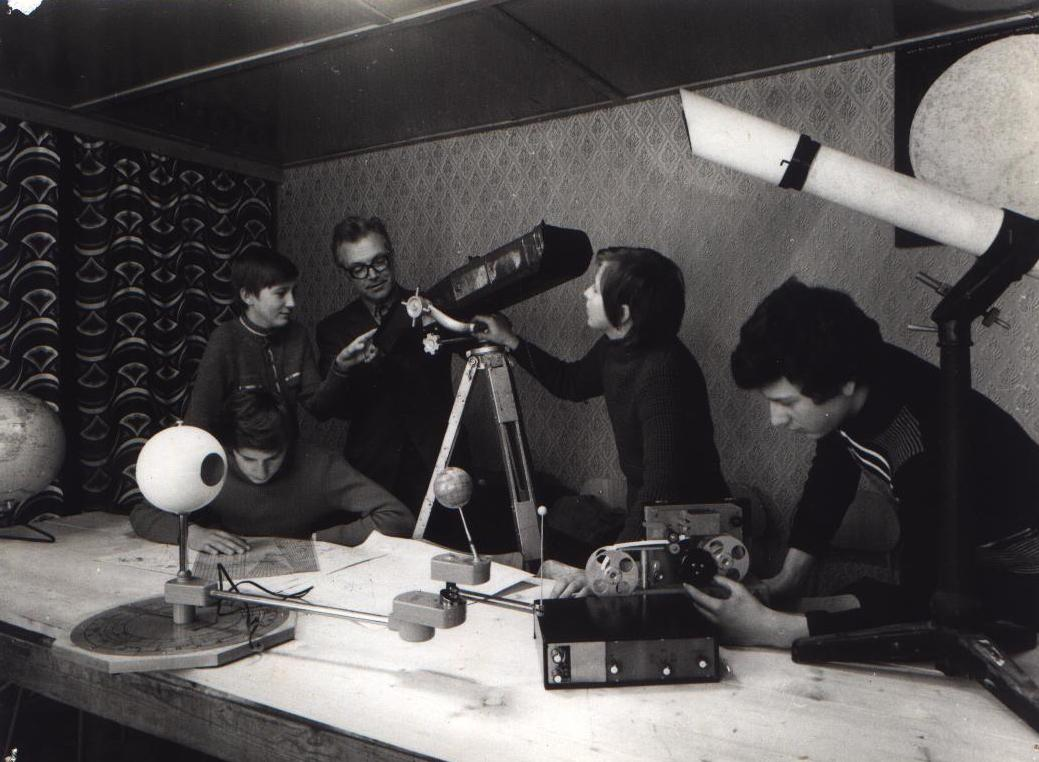
Astronomický kroužek, klubovna hvězdárny
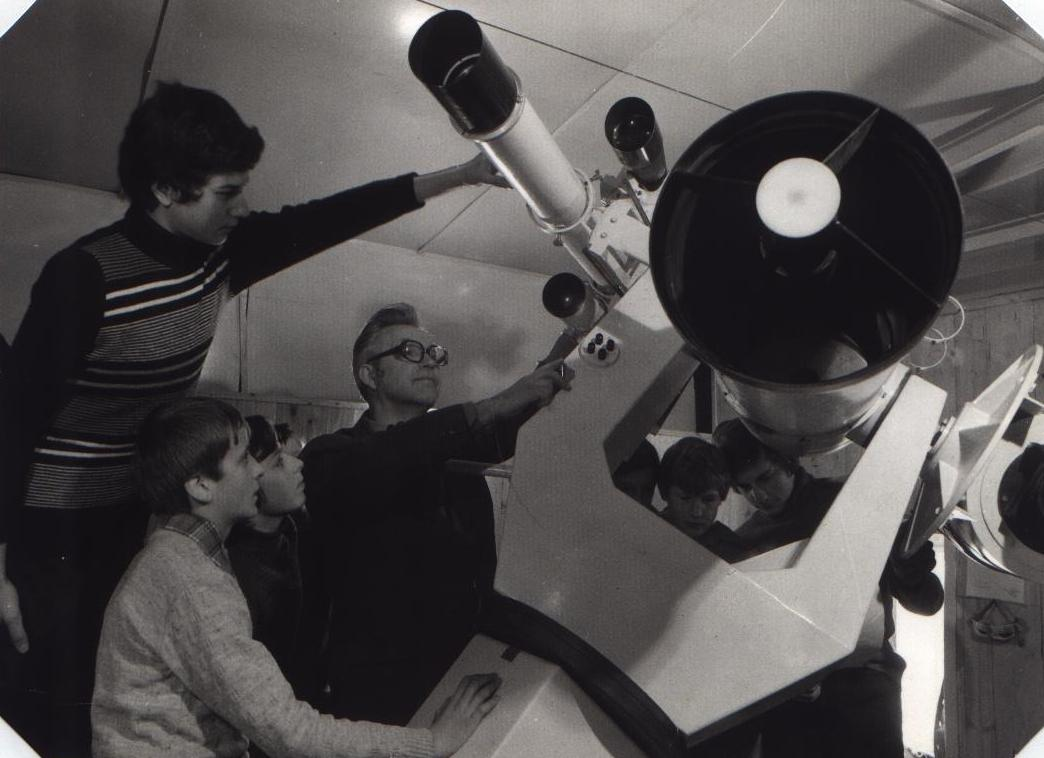
Astronomický kroužek, pozorovatelna

Současné vybavení
Na hvězdárně se aktuálně pozoruje zrcadlovým dalekohledem typu cassegrain o průměru 200 mm a ohniskové vzdálenosti 1800 mm umístěném na paralaktické montaži.

## Současnost

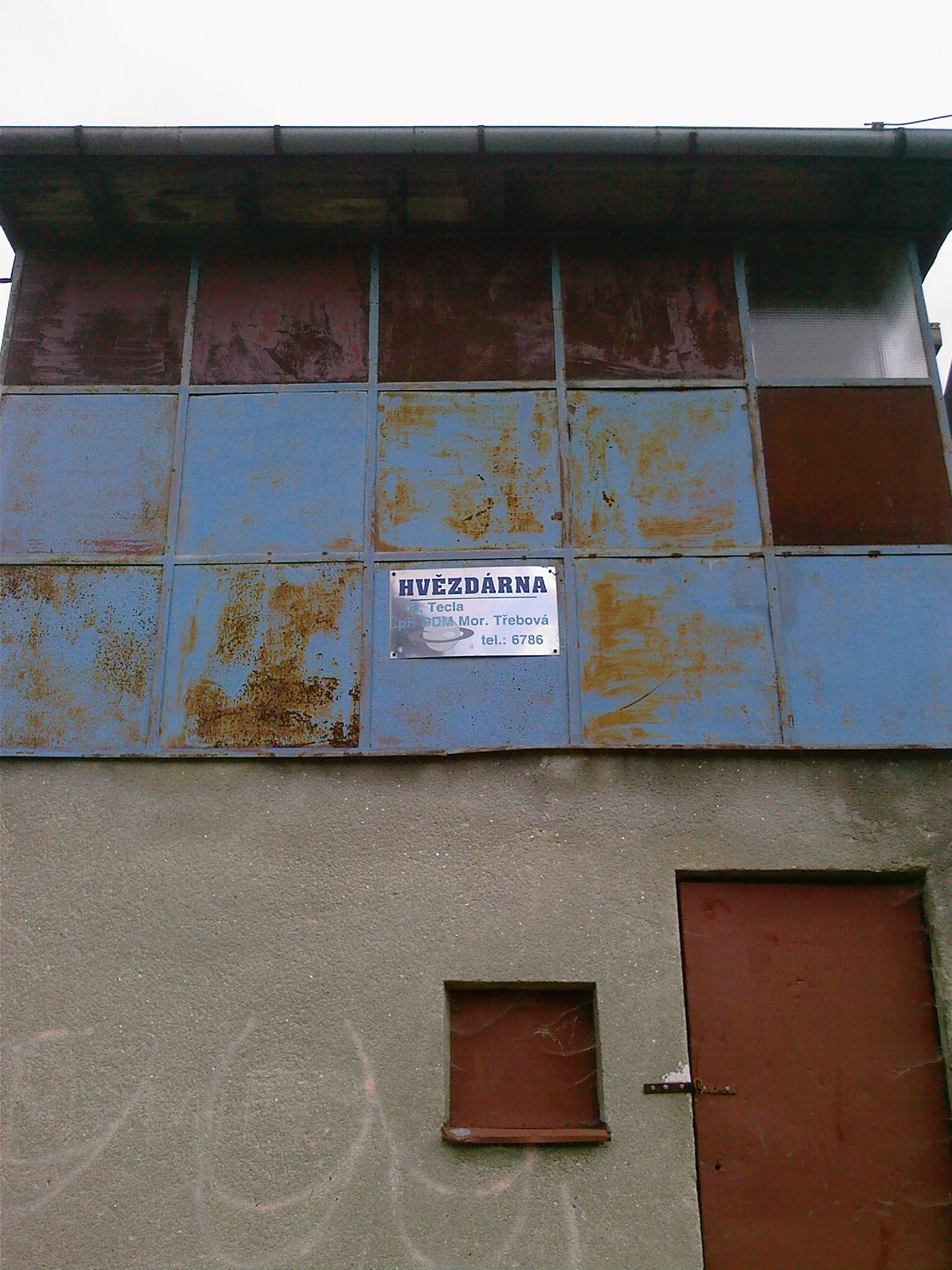
Severní strana budovy, kryté schodiště na pozorovatelnu (stav v červnu 2010)

V roce 2010 byla hvězdárna ve zdevastovaném stavu. Vandalové, zloději a čas zanechali jizvy jak na budově, tak na jejím zařízení a vybavení.
Skupina dobrovolníků – amatérských astronomů pomáhá správci i zřizovateli budovy s prací na rekonstrukci a provozu už několik let a nyní[kdy?] slouží hvězdárna opět svému původnímu účelu, což je zejména astronomické pozorování, vzdělávání dětí v oboru astronomie a souvisejících vědních oborech (obnovení činnosti astronomického kroužku při DDM) a v neposlední řadě i k popularizaci astronomie.